# Koroknay Simon Eszter
Koroknay Simon Eszter (született Simon Éva, majd Simon Eszter, férjezett nevén Szamos Eszter, művésznevén Koroknay Simon Eszter, Foxy, Budapest, 1969. május 10. –) színművész, szinkronszínész.

## Életpályája
Budapesten született, már az általános iskolában rendszeresen részt vett az iskolai versmondó versenyeken és a színjátszó csoport munkájában. Középiskola után, a Nemzeti Színház Stúdióját végezte el. 1991–1993 között a József Attila Színház, 1993-tól egy éven át az Újpesti Kabaré tagja volt. 1994-től kezdve sokat szinkronizált. 1994-ben az Arany János Színházban lépett fel. 1994–1996 között a Nevesincs Gyermek Színház tagja volt. 2000-ben a Budaörsi Játékszínben szerepelt. 2017-ben a Budapesti Showszínház, 2017-től a Budapesti Szép Ernő Színház tagja.
Számtalan hangalámondást csinál. 

## Fontosabb színházi szerepei
- Molnár Ferenc – Az ibolya – Rakolnoki Lujza
- Stewart-Hermann – Hello, Dolly – Dolly
- Vörösmarty Mihály – Csongor és Tünde – Ilma
- Fényes-Candillot-Csabai – A kikapós patikárius – Leontine
- Önálló estek – Ki viszi át... – Nagy László versei
- Gyermekműsorok – kabaré-összeállítások
- Édes Anna – rockmusical-Tatárné
- Móricz Zsigmond – Légy jó mindhalálig – Török néni

## Film- és tévészerepek
- Tutajosok – Tekintetes asszony
- Koldusopera – Első kolduslány
- Szomszédok (tv-sorozat)- szomszédasszony – pénztárosnő
- Meseautó – kövér nő
- Találkozás Vénusszal – álombeli Vénusz
- Barátok közt – Benkő Mónika – 1 epizód (2010)
- Paraziták a Paradicsomban -Brünhilda 2017
- Hasadás Eszterke 2021
- Pulzaar pultosnő 2023

## Reklámfilmek
- Vaposel vasaló – női főszerep
- Huang fogyasztó tea – női főszerep
- RTL-site – Sándor felesége

## Fontosabb szinkronszerepek
- Angry Birds – A film – Monica – Danielle Brooks
- A repülés elmélete – Becky – Ruth Jones
- Harry Potter – Harry mostohaanyja – Petunia Dursly – Fiona Shaw
- A boldogságtól ordítani – Kristina – Camryn Manheim
- Party szörnyek – Brook – Natasha Lyonne
- Esperanza – Gudelia – Leticia Perdigón
- Fiorella – Norma – Ebelin Ortiz
- Az ördög prádát visel – Lily – Tracy Thoms
- Amynek ítélve – Donna Kozlowsky – Jillian Armenante
- Samantha – Nem ér a nevem – Dena – Melissa McCarthy
- Johnny Bravo – Johnny anyja
- Soñadoras – Szerelmes álmodozók – Vanessa
- Mercy Peak – A nagy szökés – Stevie
- Marina – tv-sorozat – Gertrudis
- Miss Marple történetek – A Kastély titka – Blenkinshop
- Always Greener – Ok és okozat – Connie
- Low and Order- Criminal in tent – Hamupipőke – Lorelei
- Ármány és szenvedély- Anna DiMera
- The Client of list /Ügyféllista/ -Loretta Devine (Georgia Cummings)
- The Blood / Jézus eljön / – Jane
- Maricruz- Hermina
- Bubble Gruppies /315/- Phoebe
- Reach Me-Jeanette Branch-Gloria
- My life as a Popat-Ivy
- A Fény Hercegnője tv sorozat – JUN
- Folytassa a Khyber-szorosban!; Lady Ruff-Diamond – Joan Sims